# Body Talk Pt. 1
Body Talk Pt. 1 è il quinto album discografico in studio della cantante svedese Robyn, pubblicato nel giugno 2010.

## Tracce
1. Don't Fucking Tell Me What to Do – 4:11
2. Fembot – 3:35
3. Dancing on My Own – 4:49
4. Cry When You Get Older – 3:35
5. Dancehall Queen – 3:39
6. None of Dem (feat. Röyksopp) – 5:13
7. Hang with Me (Acoustic Version) – 3:18
8. Jag vet en dejlig Rosa – 2:11 (testo: tradizionale)

## Classifiche
| Classifica (2010-11) | Posizione raggiunta |
| -------------------- | ------------------- |
| Austria              | 40                  |
| Belgio (Fiandre)     | 37                  |
| Danimarca            | 4                   |
| Germania             | 46                  |
| Grecia               | 17                  |
| Irlanda              | 97                  |
| Norvegia             | 4                   |
| Regno Unito          | 47                  |
| Stati Uniti          | 97                  |
| Svezia               | 1                   |
| Svizzera             | 90                  |